# Chihuahua FC
Chihuahua FC ist ein mexikanischer Fußballverein aus Chihuahua, der Hauptstadt des gleichnamigen Bundesstaates. Der Verein trägt seine Heimspiele im 2007 eröffneten Estadio Olímpico Universitario José Reyes Baeza aus.

## Geschichte
Der Verein stieg zur Saison 2022/23 in die Serie A der drittklassigen Liga Premier ein. Sein Debüt in dieser Liga war ein Heimspiel gegen die zweite Mannschaft der Cimarrones de Sonora, das 1:1 endete. Das erste Auswärtsspiel in der Vereinsgeschichte eine Woche später ging 0:3 bei den Coras de Tepic verloren. Die nächsten sechs Spiele wurden allesamt gewonnen, das Letzte hiervon am 7. Oktober 2022 mit 1:0 gegen den früheren Erstligisten Tecos FC.